# A̧
A̧, a̧ – litera diakrytyzowana pochodząca od litery a z dodaną cedyllą.

## Zastosowania
Jest wykorzystywana w języku kaka w generalnych alfabetach języków kamureńskich do oznaczenia nazalizacji samogłoski otwartej przedniej niezaokrąglonej ([a]).